# جان هنکاک (بازیگر)
جان هنکاک (به انگلیسی: John Hancock) (زاده ۴ مارس ۱۹۴۱-درگذشته ۱۲ اکتبر ۱۹۹۲) بازیگر آمریکایی بود.
از فیلم‌های معروف او می‌توان به بازی در فیلم آتش غرور و کسب‌وکار بزرگ اشاره کرد.